# Epidendrum bogotense
Epidendrum bogotense är en orkidéart som beskrevs av Rudolf Schlechter. Epidendrum bogotense ingår i släktet Epidendrum och familjen orkidéer. Inga underarter finns listade i Catalogue of Life.